# Manuel de Falla
Manuel María de Falla y Matheu (Cádiz, 23 november 1876 – Alta Gracia, Argentinië, 14 november 1946) was een Spaanse componist.

## Levensloop
Vanaf eind jaren 1890 studeerde de Falla muziek aan het Real Conservatorio Superior de Música de Madrid in Madrid, piano onder José Tragó en compositieleer onder Felipe Pedrell. Door de invloed van Pedrell raakte De Falla geïnteresseerd in de autochtone Spaanse muziek, vooral de flamenco uit Andalusië en meer specifiek de cante jondo, waarover hij het geschrift El cante jondo publiceerde (1922). De invloed hiervan wordt aangetroffen in zijn gehele oeuvre. Zijn eerste belangrijke werk was een opera (zarzuela) in één akte, La vida breve uit 1905, die pas in 1913 in première ging.
Van 1907 tot 1914 verbleef De Falla in Parijs, waar hij werd beïnvloed door componisten zoals Maurice Ravel, Claude Debussy en Paul Dukas. In die tijd schreef hij weinig muziek. Veel van zijn werken ontstonden bij zijn terugkeer naar Madrid tegen het begin van de Eerste Wereldoorlog. Hij schreef toen een aantal van zijn bekendste werken als Noches en los jardines de España, El amor brujo en El corregidor y la molinera, dat na een bewerking bekend werd als El sombrero de tres picos.
Van 1921 tot 1939 woonde hij in Granada, waar hij onder meer El retablo de maese Pedro schreef. De klavecimbelpartij daarin schreef hij voor Wanda Landowska. In zijn muziek nam de invloed van de Spaanse volksmuziek af en kwam neoclassicistische invloed tot uiting.
In 1939 vertrok De Falla naar Argentinië, waar hij in Alta Gracia in 1946 overleed.

## Composities

### Werken voor orkest
- 1911 - 1915 Noches en los jardines de España, symfonische impressies voor piano en orkest
  1. En el Generalife
  2. Danza lejana
  3. En los jardines de la Sierra de Córdoba

- 1919 El sombrero de tres picos, suite uit het ballet
  1. Los vecinos
  2. Danza del moliner
  3. Danza final

- 1923 El amor brujo
  1. Introducción
  2. Romance del pescador
  3. Danza del juego del amor
  4. Pantomima
  5. Danza ritual del fuego

### Werken voor banda (harmonieorkest)
- 1905 La Vida Breve
  1. Danza
  2. Intermedio
  3. Danza

- 1919 El sombrero de tres picos, 1e suite
  1. Introduccion - La tarde
  2. Danza de la molinera (Fandango)
  3. Danza del corregidor
  4. Las uvas

- 1919 El sombrero de tres picos, 2e suite
  1. Los vecinos (Seguidillas)
  2. Danza del molinero (Farruca)
  3. Danza final (Jota)

### Muziektheater

#### Opera's
| Voltooid in | titel                                      | aktes   | première                                                                      | libretto                                                                          |
| ----------- | ------------------------------------------ | ------- | ----------------------------------------------------------------------------- | --------------------------------------------------------------------------------- |
| 1918-1919   | Fuego fatuo op thema's van Frédéric Chopin | 3 aktes |                                                                               | M. Martínez Sierra                                                                |
| 1919 - 1922 | El Retablo de Maese Pedro                  | 1 akte  | 23 maart 1923, Sevilla, (concertversie); 25 juni 1923, Parijs, (toneelversie) | naar Miguel de Cervantes Saavedra El ingenioso cavallero Don Quixote de la Mancha |

#### Zarzuelas
| Voltooid in | titel                                              | aktes                                   | première                                                                            | libretto                                                 |
| ----------- | -------------------------------------------------- | --------------------------------------- | ----------------------------------------------------------------------------------- | -------------------------------------------------------- |
| 1900        | La Juana y la Petra, o La casa de tócame Roque     | 1 akte                                  |                                                                                     | J. Santero naar Ramón de la Cruz                         |
| 1902        | Los Amores de la Inés                              | 1 akte                                  | 1902, Madrid                                                                        | Emilio Dugi                                              |
| 1903        | La Cruz de Malta, (samen met: Amadeo Vives)        |                                         |                                                                                     | Gaspar Fernando Coll                                     |
| 1903        | El Cornetín de Órdenes, (samen met: Amadeo Vives)  | 3 aktes                                 |                                                                                     |                                                          |
| 1903-1904   | El Prisionero de Guerra, (samen met: Amadeo Vives) | 3 aktes                                 |                                                                                     | Carlo Goldini                                            |
| 1913        | La Vida Breve                                      | 1 akte; 2e versie: 2 aktes, 4 taferelen | 1 april 1913, Nice, Théâtre du Casino; 2e versie: 14 november 1914, Madrid (Spaans) | Carlos Fernández-Shaw; 2e versie: rev. door Paul Milliet |
| 1901-1902   | La Limosna de amor                                 | 1 akte                                  |                                                                                     | José Jackson Veyán                                       |

#### Balletten
| Voltooid in | titel                                       | aktes   | première     | libretto                                                                               | choreografie |
| ----------- | ------------------------------------------- | ------- | ------------ | -------------------------------------------------------------------------------------- | ------------ |
| 1915        | El Amor Brujo, escenas gitanas de Andalucía | 1 akte  | 1925, Parijs | Gregorio Martínez Sierra                                                               |              |
| 1919        | El sombrero de tres picos                   | 2 delen | 1919, Londen | gebaseerd op een novelle van Pedro Antonio de Alarcón naar El corregidor y la molinera |              |

### Vocale muziek

#### Cantates
- 1928 Atlantida, scenische cantate in een proloog en drie delen (ingevuld door: Ernesto Halffter) - tekst: Jacinto Verdaguer
- 1928 Hymnus Hispanicus uit Atlántida

#### Werken voor koor
- Balada de Mallorca in ricordo di Chopin a Valdemosa, 1839, voor gemengd koor - tekst: Jacinto Verdaguer

#### Liederen
- 1924 Psyché, voor (mezzo)sopraan, dwarsfluit, harp, viool, altviool en cello - tekst: Georges Jean-Aubry
- Canciones de juventud, voor zangstem en piano
  1. Preludios - tekst: Antonio de Trueba
  2. Olas gigantes; Dios mío, qué solos se quedan los muertos! - tekst: Gustavo Adolfo Bécquer
  3. Tus ojillos negros - tekst: Cristóbal de Castro
- Canciones de Maria Lejarraga, voor zangstem en piano - tekst: Gregorio Martínez Sierra
  1. Oración de las madres que tienen a sus hijos en brazos
  2. El pan de ronda que sabe a verdad
- Cantares de Nochebuena, voor zangstem en gitaar
  1. Pastores venir
  2. Maravilla nunca vista
  3. Esta noche ha de nacer
  4. Un pastor lleva un pavo
  5. Venga la bota
  6. En el portal de Belén
  7. Por la calle abajito
  8. La leche de viejas
  9. Un zapatero aburrío
- Siete canciones populares españolas, voor zang en piano
  1. El paño moruno
  2. Seguidilla murciana
  3. Asturiana
  4. Jota
  5. Nana
  6. Canción
  7. Polo
- Soneto a Córdoba, voor hoge zangstem en harp (of piano) - tekst: Luis de Góngora y Argote

### Kamermuziek
- 1897-1898 Tres obras, voor cello en piano
  1. Melodía
  2. Romanza
  3. Pieza en Do mayor
- 1925 Suite populaire espagnole d'après «Siete canciones populares españolas», voor viool en piano
  1. El paño moruno
  2. Nana
  3. Canción
  4. Polo
  5. Asturiana
  6. Jota
- 1923-1926 Concerto, voor klavecimbel, fluit, hobo, klarinet, viool en cello
  1. Allegro
  2. Lento (giubiloso ed energico)
  3. Vivace (flessibile, scherzando)

### Werken voor piano
- 1896 Nocturno
- 1899 Mazurka
- 1900 Canción
- 1900 Serenata Andaluza
- 1903 Allegro de concierto
- 1906-1909 Cuatro piezas españolas
  1. Aragonesa
  2. Cubana
  3. Montanesa (Paisaje)
  4. Andaluza
- 1919 Fantasía bética - opgedragen aan: Arthur Rubinstein
- 1920 Homenaje a Debussy
- 1935 Homenaje a Dukas
- Soneto a Córdoba
- Serenata

### Werken voor gitaar
- 1923 Omaggio (Homenaje para "Le tombeau" de Debussy

## Publicaties
- Carlos Saura en Enrique Franco: Guión de mi película - y notas sobre El amor brujo en Falla y sus mundos - e Historia musical de El amor brujo. Barcelona. Círculo de Lectores, 1986. 247 p.
- Federico Sopeña: Atlántida - introducción a Manuel de Falla. Madrid. Taurus - Maribel, 1962. 100 p.
- Manuel Orozco Díaz: Biografía completa de Manuel de Falla. Madrid. Ibérico Europea de Ediciones, 1969. 32 p.
- Manuel Orozco Díaz, Enrique Franco: Casa Museo de Manuel de Falla. Granada. Ayuntamiento, 1980. 69 p.
- Anna Rita Addessi: Claude Debussy e Manuel de Falla - un caso di influenza stilistica. Bologna. CLUEB, 2000. 213 p.
- Ernesto Halffter: Falla en su centenario - homenaje en el centenario de su nacimiento. Madrid. Comisión Nacional Española de Cooperación con la UNESCO, 1977. 32 p.

- Bibsys: 90723720
- Biblioteca Nacional de Chile: 000057066
- Biblioteca Nacional de España: XX877854
- Bibliothèque nationale de France: cb13893772b (data)
- Catàleg d'autoritats de noms i títols de Catalunya: 981058521622506706
- CiNii: DA07960453
- Gemeinsame Normdatei: 118531883
- International Standard Name Identifier: 0000 0001 2129 9134
- Library of Congress Control Number: n79079443
- Nationale Bibliotheek van Letland: 000037146
- MusicBrainz: 17268036-f51c-427c-a8a2-241fac69d39f
- Bibliotheek van het Japanse parlement: 00620650
- Nationale Bibliotheek van Tsjechië: jn19990002163
- Nationale bibliotheek van Australië: 35785101
- Nationale Bibliotheek van Israël: 987007260927805171
- Nationale Bibliotheek van Polen: a0000001183963
- Nationale en Universitaire bibliotheek Zagreb: 000101896
- Nederlandse Thesaurus van Auteursnamen: 068722036
- Istituto Centrale per il Catalogo Unico: CFIV076192
- LIBRIS: 272368
- SNAC: w6bg2kz3
- Système universitaire de documentation: 027273172
- Trove: 1086574
- Union List of Artist Names: 500341624
- Virtual International Authority File: 42025164
- WorldCat: E39PBJhxpCcVGTmxYqPdrrqxXd